# Acrochordomerus mediterraneus
Acrochordomerus mediterraneus là một loài ruồi trong họ Asilidae. Acrochordomerus mediterraneus được Kovár & Hradský miêu tả năm 1995. Loài này phân bố ở vùng Cổ Bắc giới và châu Á.